# BAFTA 2009
O British Academy Television Awards de 2009 (ou BAFTA TV Awards 2009) foi realizado em 26 de abril no Royal Festival Hall, em Londres. O evento foi transmitido ao vivo pela BBC One e apresentado por Graham Norton. As indicações foram anunciadas em 24 de março.

## Vencedores e indicados
- Melhor Ator
  - Stephen Dillane – The Shooting of Thomas Hurndall (Channel 4)
  - Jason Isaacs – The Curse of Steptoe (BBC Four)
  - Ken Stott – Hancock and Joan (BBC Four)
  - Ben Whishaw – Criminal Justice (BBC One)
- Melhor Atriz
  - Anna Maxwell Martin – Poppy Shakespeare (Channel 4)
  - June Brown – EastEnders (BBC One)
  - Maxine Peake – Hancock and Joan (BBC One)
  - Andrea Riseborough – Margaret Thatcher: The Long Walk to Finchley (BBC Four)
- Melhor Performance de Entretenimento
  - Harry Hill – Harry Hill's TV Burp (ITV)
  - Stephen Fry – QI (BBC One/Two)
  - Anthony McPartlin e Declan Donnelly – I'm a Celebrity... Get Me Out of Here! (ITV)
  - Jonathan Ross – Friday Night with Jonathan Ross (BBC One)
- Melhor Performance de Comédia
  - David Mitchell – Peep Show (Channel 4)
  - Rob Brydon – Gavin & Stacey (BBC Three)
  - Sharon Horgan – Pulling (BBC Three)
  - Claire Skinner – Outnumbered (BBC One)
- Melhor Drama Único
  - White Girl (BBC Two)
  - Einstein and Eddington (BBC Two)
  - Hancock and Joan (BBC Four)
  - The Shooting of Thomas Hurndall (Channel 4)
- Melhor Minissérie
  - Criminal Justice (BBC One)
  - Dead Set (Channel 4)
  - The Devil's Whore (Channel 4)
  - House of Saddam (BBC Two)
- Melhor Série Dramática
  - Wallander (BBC One)
  - Doctor Who (BBC One)
  - Shameless (Channel 4)
  - Spooks (BBC One)
- Melhor Novela ou Drama Continuado
  - The Bill (ITV)
  - Casualty (BBC One)
  - EastEnders (BBC One)
  - Emmerdale (ITV)
- Melhor Série Factual
  - Amazon with Bruce Parry (BBC Two)
  - Blood, Sweat and T-shirts (BBC Three)
  - The Family (Channel 4)
  - Ross Kemp in Afghanistan (Sky One)
- Melhor Programa de Entretenimento
  - The X Factor (ITV)
  - The Friday/Sunday Night Project (Channel 4)
  - Harry Hill's TV Burp (ITV)
  - QI (BBC One/Two)
- Melhor Sitcom
  - The IT Crowd (Channel 4)
  - The Inbetweeners (Channel 4)
  - Outnumbered (BBC One)
  - Peep Show (Channel 4)
- Melhor Comédia (Programa ou Série)
  - Harry & Paul (BBC One)
  - The Peter Serafinowicz Show (BBC Two)
  - Star Stories (Channel 4)
  - That Mitchell and Webb Look (BBC Two)
- Melhor Documentário
  - Chosen (Channel 4)
  - A Boy Called Alex (Channel 4)
  - The Fallen (BBC Two)
  - Thriller in Manila (More4)
- Melhor Participação
  - The Choir: Boys Don't Sing (BBC Two)
  - The Apprentice (BBC One)
  - Celebrity Masterchef (BBC One)
  - Top Gear (BBC Two)
- Melhor Programa Internacional
  - Mad Men (AMC/BBC Four)
  - The Daily Show with Jon Stewart (Comedy Central/More4)
  - Dexter (Showtime/ITV)
  - The Wire (HBO/FX)
- Melhor Especialista em Fatos
  - Life in Cold Blood (BBC One)
  - Blood and Guts: A History of Surgery (BBC Four)
  - Lost Land of the Jaguar (BBC One)
  - Stephen Fry and the Gutenberg Press: The Machine That Made Us (BBC Four)
- Melhores Assuntos Atuais
  - Dispatches – Saving Africa's Witch Children (Channel 4)
  - Dispatches – Mum Loves Drugs, Not Me (Channel 4)
  - Panorama – Omagh: What the Police Were Never Told (BBC One)
  - Ross Kemp: A Kenya Special (Sky One)
- Melhor Cobertura Jornalísticas
  - News at Ten – Sismo de Sujuão de 2008 (ITN/ITV)
  - Channel 4 News (ITN/Channel 4)
  - Sky News – Caso de desaparecimento de John Darwin (Sky News)
  - Sky News – Ataques em Mumbai em 2008 (Sky News)
- Melhor Esporte
  - ITV F1 – Grande Prêmio do Brasil de 2008 (ITV)
  - Cheltenham Gold Cup – Denman vs Kauto Star (Channel 4)
  - Jogos Olímpicos de Verão de 2008 – (BBC One)
  - Torneio de Wimbledon de 2008 (BBC One)
- Melhor Interatividade
  - Embarrassing Bodies Online (Channel 4)
  - Bryony Makes a Zombie Movie (BBC Three)
  - Merlin (BBC One)
  - Jogos Olímpicos de Verão de 2008 (BBC One)
- Prêmio do Público Phillips
  - Skins (E4)
  - The Apprentice (BBC One)
  - Coronation Street (ITV)
  - Outnumbered (BBC One)
  - Wallander (BBC One)
  - The X Factor (ITV)
- BAFTA Fellowship
  - Dawn French & Jennifer Saunders